# Пара сил

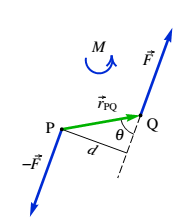
Пара сил, прикладена до точок P і Q. Момент пари сил М напрямлений перпендикулярно до екрану на нас

Па́ра сил — це система двох сил F1 і F2, що діють на тверде тіло, рівних між собою за абсолютною величиною, взаємно-паралельних і спрямованих у протилежні сторони (тобто F1 = -F2, див. рис.). Пара сил спричиняє обертання без перенесення. 

## Основні поняття
Плече пари — найкоротший відрізок між лініями дії сил (відстань d на малюнку), що складають пару. Важливо пам'ятати, що плече пари може бути меншим ніж відстань між точками прикладення сил.
Площиною дії пари сил називається площина, що проходить крізь обидва вектори сил. Така площина є єдиною, оскільки через дві паралельні прямі можна провести лише одну площину. Лінія, що поєднує точки прикладення сил також знаходиться у цій площині.
Моментом пари сил {\displaystyle {\vec {\mathcal {T}}}} або {\displaystyle {\vec {M}}}, називається векторний добуток однієї з сил пари на радіус-вектор, проведений до точки прикладання цієї сили від точки прикладання другої сили:
{\displaystyle {\vec {\mathcal {T}}}={\vec {r}}\times {\vec {F}}}
Момент є вектором, модуль якого дорівнює добутку абсолютних значень сили і довжини плеча пари. Напрямлений вектор завжди перпендикулярно до площини дії пари у той бік, звідки обертання пари сил видно проти ходу стрілки годинника.

## Властивості пари сил
1. Пара сил не має рівнодійної, тобто її дія на тіло не може бути механічно еквівалентною дії якоїсь однієї сили, відповідно, пару сил не можливо зрівноважити однією силою. Її можна зрівноважити тільки іншою парою.
2. Геометрична сума моментів сил, які складають пару, відносно будь-якої точки О не залежить від вибору цієї точки і дорівнює моменту пари сил:
{\displaystyle {\vec {\mathcal {T}}}_{A}\ =\ {\vec {\mathcal {T}}}_{O}}
3. Дві пари сил еквівалентні, якщо їх моменти геометрично рівні. Наслідком цієї властивості є те, що пару сил, яка діє на абсолютно тверде тіло, можна переміщати у площині її дії, або у паралельну площину, при цьому можна змінювати модулі сил або плече пари, але зберігати величину моменту і напрям обертання.
4. Система кількох пар, як завгодно розташованих у просторі, еквівалентна одній парі, момент якої дорівнює геометричній сумі моментів складових пар.

{\displaystyle {\vec {\mathcal {T}}}_{O}\ =\ \sum _{i=1}^{n}\ {\vec {\mathcal {T}}}_{i}}

## Умова рівноваги системи пар сил
Кажуть, що система є врівноваженою, якщо векторна сума всіх моментів пар сил, що діють на неї, дорівнює нулю:
{\displaystyle \sum _{i=1}^{n}\ {\vec {\mathcal {T}}}_{i}=0}
У випадку, якщо всі пари сил знаходяться в одній і тій самій площині, то достатньо щоб нулю дорівнювала звичайна, алгебраїчна сума проєкцій їх моментів:
{\displaystyle \sum _{i=1}^{n}\ {\mathcal {T}}_{i}=0}